# Tipula indura
Espèce
Tipula indura est une espèce fossile d'insectes diptères de la famille des Tipulidae, de la sous-famille des Tipulinae et du genre Tipula.

## Classification
Tipula indura est décrite en 1937 par le paléontologue français Nicolas Théobald (1903-1981) dans sa thèse,. 

### Fossiles
L'holotypes C49 ♀ de l'ère Cénozoïque, et de l'époque Éocène (38 à 33,9 Ma) fait partie de la collection du muséum d'histoire naturelle de Marseille, et vient de la formation de Célas dans le Gard. Cet holotype est complété par un autre échantillon Ni50 venant du même gisement mais conservé au musée de Nimes.

### Étymologie
L'épithète spécifique 'indura signifie en latin « dur ».

## Description

### Caractères
La diagnose de Nicolas Théobald en 1937, : 

« Insecte noirâtre, ailes claires, pattes longues et grêles. Tête allongée ; deux yeux à facettes de forme arrondie ; museau allongé ; antennes longues, pluriarticulées et verticillées, 3 mm ; palpes bien visibles. Cou net. Thorax ovale, suture transversale bien dessinée ; scutellum moyen ; abdomen en partie couché sur le côté, légèrement renflé, tergites plus foncés que sternites ; incisures bien marquées, on compte neuf segments ; extrémité tronquée, ♂. Pattes longues et grêles, finement velues. Ailes claires, nervation du g. Tipula. ».

### Dimensions
La longueur totale est de 15,2 mm ; la tête a une longueur de 2 mm et une largeur de 2 mm, le thorax a une longueur de 3,2 mm et une largeur de 2 mm, l'abdomen a une longueur de 10 mm et une largeur de 3 mm, les ailes ont une longueur de 16,5 mm et une largeur de 4 mm, le fémur a une longueur de 10 mm, et le tibia a une longueur de 11,5 mm.

### Affinités
« L'insecte appartient certainement au g. Tipula. On pourrait être tenté de considérer cet échantillon comme étant le ♂ de l'espèce précédente. Nous devons pourtant signaler que dans T. indura la c. discoïdale est plus étroite et la praefura plus allongée que dans T. marioni. ».

## Biologie
« Les Tipules vivent dans les prairies, les marais, les bois humides. Un minimum d'humidité du sol est nécessaire au développement des larves. Ce genre est universellement répandu. ».

## Galerie

Quatre autres espèces fossiles de Tipula en 1937 selon N. Th.
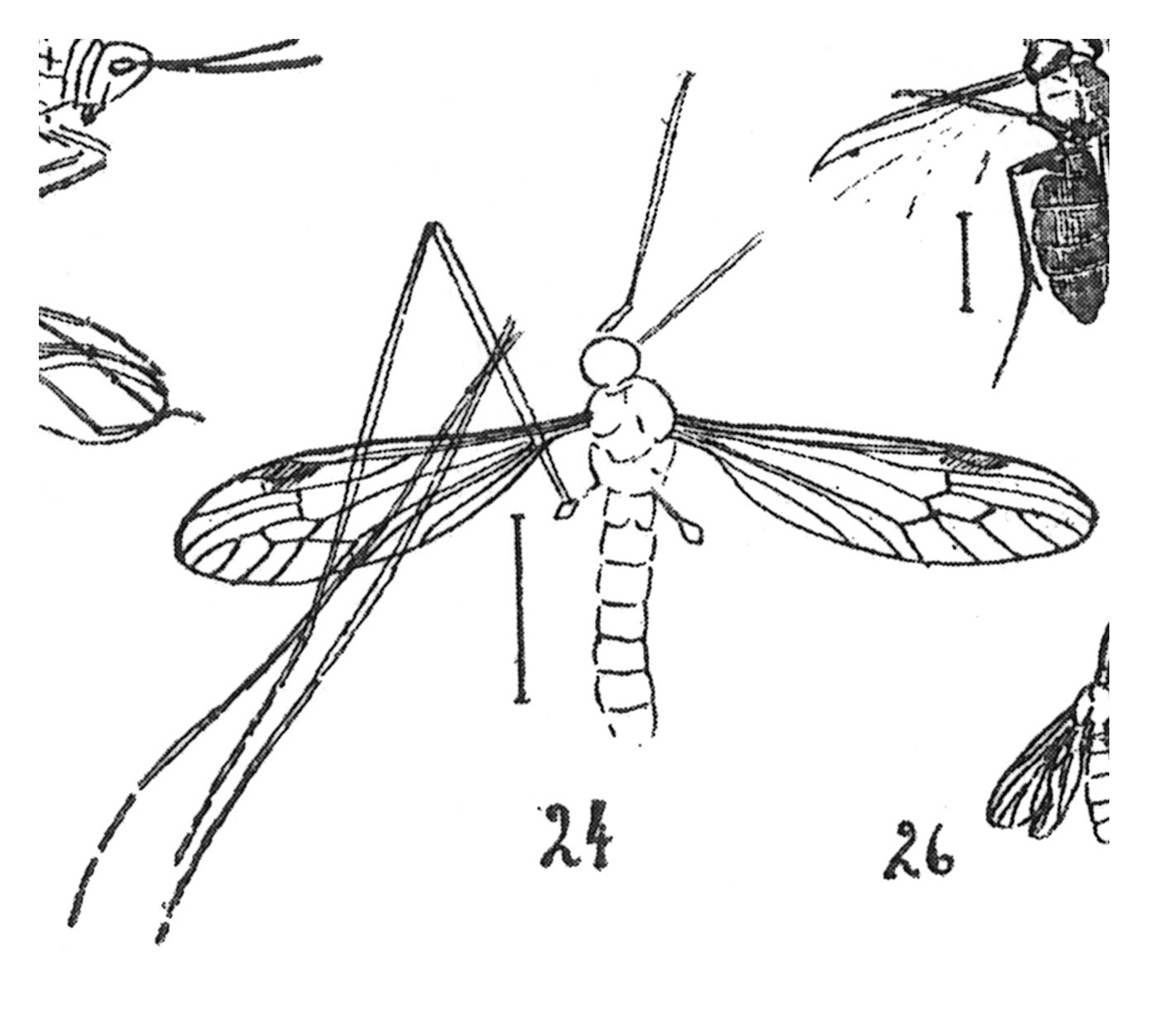
Tipula inflexa 1937 Nicolas Théobald holotype éch. Inst. Géol. Clermont-Ferrand x2; p.343 pl. XX, Insectes d'Aix 19-26
- Tipula marioni 1937 Nicolas Théobald holotype éch. C48 x1,5; p144 pl. XI Insectes du Sannoisien du Gard
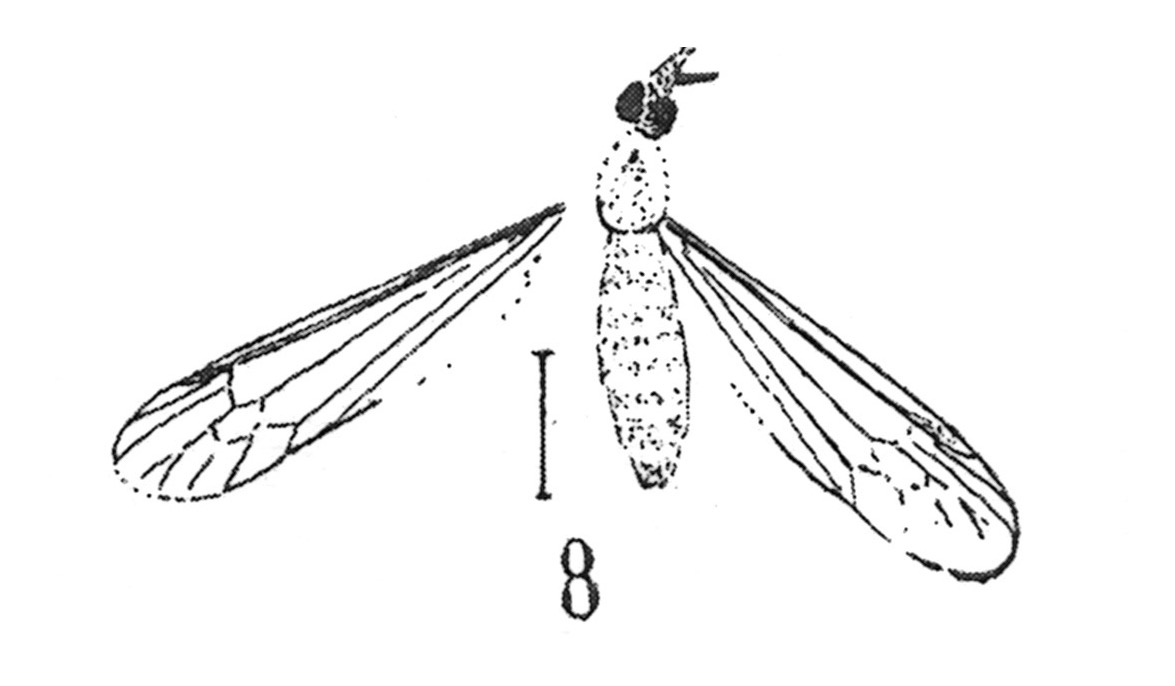
Tipula marioni 1937 Nicolas Théobald éch. R157 x1,3; p239 pl. XVIII Diptères du Sannoisien de Kleinkembs
- Aile de Tipula miegi 1937 Nicolas Théobald holotype éch. R974 x4,5; p238 pl. XVIII Diptères du Sannoisien de Kleinkembs
- Tipula miegi 1937 Nicolas Théobald holotype éch. R974 x4,5; p238 pl. XVIII Diptères du Sannoisien de Kleinkembs
- Tipula minima N. Théobald 1937 holotype éch. R1018 x 3; p.237 Diptères du Sannoisien de Kleinkembs

- Larve.
- Tête de Tipulidae.

### Publication originale
- [1937] Nicolas Théobald, « Les insectes fossiles des terrains oligocènes de France 473 p., 17 fig., 7 cartes,13 tables, 29 planches hors texte », Bulletin Mensuel de la Société des Sciences de Nancy et Mémoires de la Société des sciences de Nancy, Imprimerie G. Thomas,‎ 1937, p. 1-473 (ISSN 1155-1119 et 2263-6439, OCLC 786027547). .